# Rock n' Roll Racing
Rock n' Roll Racing är ett racingspel från Interplay som utkom 1993 och lanserades till Sega Mega Drive och SNES, och 2003 till Game Boy Advance. Spelet publicerades av Interplay men utvecklades av Silicon & Synapse (numera Blizzard Entertainment). I spelet har spelaren olika typer av vapen på bilarna, och likt Super Mario Kart används inga "riktiga" racingregler. På banorna finns power-ups, och vissa av dessa är pengar. För pengarna kan man förbättra bilarna, eller köpa ny bil.
Banorna utspelar sig på olika planeter runtom i universum. Som bakgrundsmusik används instrumentala versioner av heavy metal-låtar som "Paranoid" av Black Sabbath, "Highway Star" av Deep Purple, "Born to be Wild" av Steppenwolf och "Bad to the Bone" av George Thorogood. Spelmusikern Tim Follin arbetade med spelmusiken.

### Fotnoter
1. ↑  David Särneö (8 oktober 2003). ”Rock n' Roll Racing”. Bulldozer. Arkiverad från originalet den 12 juli 2007. https://web.archive.org/web/20070712081438/http://www.bulldozer.nu/avtryck/oldspel/rockrace.html. Läst 5 juni 2017.